# Константа інгібування
Константа інгібування ({\displaystyle K_{i}}) (англ. inhibition constant; рос. константа ингибирования) — є кількісною мірою компонента поживного середовища чи продукту метаболізму, що спричиняє інгібування, за якої питома швидкість росту біологічних агентів чи утворення продуктів їхнього метаболізму дорівнює 50 % від максимальної. Окрім того, константа інгібування є показником потужності інгібітора. Розраховують константу інгібування за такою формулою:
{\displaystyle K_{i}=\exp({\frac {\Delta G}{R\times T}})},
де {\displaystyle \Delta G} — афінність (найменша вільна енергія зв'язування), що використовується для оцінення енергії взаємодії лігандів з активним центром макромолекули, {\displaystyle R} — газова стала (~1.987·10−3 ккал·К−1·моль−1), {\displaystyle T} — кімнатна температура (К).
Константа інгібування має розмірність — моль.

## Використання

### Молекулярний докінг
Використовується для відображення спорідненості до зв'язування інгібітора з протеїном-мішенню, що в свою чергу часто використовують у методі молекулярного докінгу з метою виявити найперспективнішу сполуку в експерименті взаємодії (чим менша {\displaystyle K_{i}}, тим менша кількість речовини необхідна для того, щоб інгібувати досліджуваний об'єкт).